# نادي سبيدرود رشت
نادي سبيدرود رشت الرياضي (بالفارسية: باشگاه ورزشی سپیدرود رشت) هو نادي كرة قدم إيراني، يقع مقره في رشت، إيران، أُسس النادي في عام 1968، وينافس في الدوري الإيراني الدرجة الثانية.

## روابط خارجية
- الموقع الرسمي